# Björn Sjöstedt
Björn Anders Sturesson Sjöstedt, född 1 oktober 1934 i Norrköping, död 3 januari 2021 i Kungsängen-Västra Ryds församling i Stockholms län, var en svensk målare.

## Biografi
Björn Sjöstedt var son till disponenten Sture Sjöstedt och Brita Lundmark och gift med Gunnel Ida Elisabet Wängsell. Sjöstedt studerade vid Pernbys målarskola i Stockholm 1951–1953 och vid Konsthögskolan 1953–1959 samt under studieresor till Nederländerna, Spanien och Frankrike. Han tilldelades ett mindre anslag ur Kungafonden 1959 och ett stipendium från Helge Ax:son Johnsons stiftelse 1960. Separat ställde han ut på Galerie Æsthetica i Stockholm 1964 och på Norrköpings konstmuseum 1965. Han medverkade i Liljevalchs Stockholmssalonger. Hans konst består av ett realistiskt måleri med landskap och naturskildringar. Han är representerad med flera verk utförda i olja vid Stockholms stad. 
Björn Sjöstedt är gravsatt i minneslunden på Skogskyrkogården i Stockholm.